# Черепной указатель

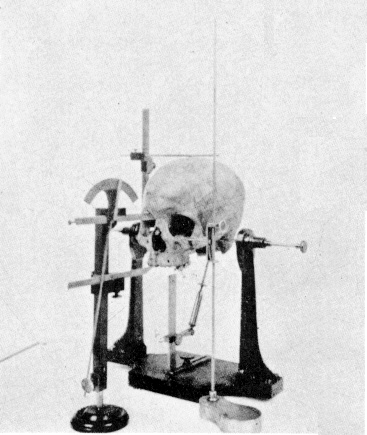
Краниометрия черепа, 1902 год

Черепно́й указа́тель — отношение максимальной ширины мозговой коробки (черепа) к её максимальной длине (аналогом черепного указателя на живом человеке является головной указатель). 
Методы измерения черепного и головного указателей — краниометрия и кефалометрия.

## История
Термин был введён в научный оборот антропологом Андерсом Ретциусом (1796—1860), и сначала использовался для классификации палеоантропологических находок на территории Европы.

## Технология
Черепной указатель измеряется штангенциркулем в процентах. Для этого ширина головы делится на длину и выражается в процентах (умножается на 100 %). Например, если ширина головы 16 см, а длина 22 см, то черепной указатель будет равен 73 %. Так как (16 / 22) * 100 % = 72,7 %.
Измерения черепного указателя проводятся следующим образом:
- Измерение продольного диаметра (длины) черепа от точки глабелла (glabella) до точки опистокранион (opisthokranion) (см. Краниометрические точки).
- Измерение поперечного диаметра (ширины) черепа между точками эурион (euryon).
- Вычисление отношения поперечного диаметра черепа к продольному.

## Градации
Черепной указатель имеет три основных градации: брахи-, мезо- и долихокрания. Для головного указателя говорят соответственно о брахи-, мезо- и долихокефалии:
- Брахикефалия (др.-греч. βραχύς — короткий и κεφαλή  — голова) (брахицефалия, короткоголовость) — соотношение длины и ширины головы, при котором ширина составляет более 80,9 % длины. К брахицефалам традиционно относят восточных балтидов, альпинидов, динаридов, арменоидов и монголоидов.
- Мезокефалия (др.-греч. μέσος — средний) (мезоцефалия, среднеголовость) — градация черепного указателя (76—80,8 %), характеризующая умеренно длинный и широкий череп.
- Долихокефалия (др.-греч. δολιχός — длинный) (долихоцефалия) — форма головы, при которой отношение максимальной ширины головы к максимальной длине (головной указатель) составляет 75,9 % и ниже. Соответствует долихокрании при измерении этих размеров на черепе человека (черепной указатель 74,9 % и ниже). К долихоцефалам традиционно относят капоидов, тутсидов, представителей нордической и средиземноморской расы.

| Женщины      | Мужчины      | Градация      | Значение        | Варианты названия           |
| ------------ | ------------ | ------------- | --------------- | --------------------------- |
| < 75 %       | < 75,9 %     | долихокефалия | узкоголовость   | долихокрания, долихоцефалия |
| 75 % до 83 % | 76 % до 81 % | мезокефалия   | среднеголовость | мезокрания, мезоцефалия     |
| > 83 %       | > 81,1 %     | брахикефалия  | широкоголовость | брахикрания, брахицефалия   |